# Nazionale femminile under 20 di calcio della Norvegia
La nazionale femminile under 20 di calcio della Norvegia è la rappresentativa calcistica femminile internazionale della Norvegia formata da giocatrici al di sotto dei 20 anni, gestita dalla Federcalcio norvegese, l'ente sportivo federale per il calcio del paese scandinavo.
Come membro della Union of European Football Associations (UEFA) partecipa al campionato mondiale FIFA Under-20.
Grazie ai successi ottenuti con l'under 19 negli Europei UEFA di categoria, la formazione U20 ha disputato due mondiali, quello di Cile 2008, concluso anzitempo con l'eliminazione della squadra già alla fase a gironi, e quello di Giappone 2012, dove la squadra riesce ad arrivare ai quarti di finale, eliminata dalla Germania che in quell'occasione gioca, perdendola, la finale con gli Stati Uniti.

## Campionato mondiale under 20
- 2002: Non qualificata (torneo Under-19)
- 2004: Non qualificata (torneo Under-19)
- 2006: Non qualificata
- 2008: Primo turno
- 2010: Non qualificata
- 2012: Quarti di finale
- 2014: Non qualificata
- 2016: Non qualificata
- 2018: Non qualificata
- 2022: Non qualificata
- 2024: Non qualificata